# Margarethe Billerbeck
Margarethe Billerbeck (* 13. Dezember 1945 in Basel) ist eine Schweizer Klassische Philologin.

## Leben
Nach ihrem Studium zunächst an der Universität Basel und dann an der Freien Universität Berlin, wo sie 1974 promoviert wurde (Kommentar, Übersetzung und kritische Edition der Schrift Vom Kynismus des Epiktet), arbeitete Billerbeck als wissenschaftliche Assistentin an der FU. 1981 wurde sie an der University of Oxford zum D.Phil. promoviert. Seit 1978 arbeitete sie als wissenschaftliche Oberassistentin an der Universität Fribourg, wo sie 1987 zur ordentlichen Universitätsprofessorin ernannt wurde.
Seit 1994 ist sie Mitglied der Academia Latinitati Fovendae in Rom, seit 2000 Mitglied der Academia Europaea. 2001 hatte sie eine Summer Fellowship in Byzantine Studies at Dumbarton Oaks inne. Von 2003 bis 2005 war sie Präsidentin der Fondation Hardt pour l’étude de l’antiquité classique. 2005/06 war sie am Institute for Advanced Study in Princeton. 2014 erhielt sie die philosophische Ehrendoktorwürde der Universität Neuenburg. 2016 wurde sie emeritiert.

## Forschungen
Billerbeck beschäftigt sich mit der griechischen und römischen Literatur der Kaiserzeit sowie mit der Rezeption der Bildung und Philosophie der Antike. Zu ihren Werken gehört eine kommentierte zweisprachige Ausgabe der Ethnica des Stephanos von Byzanz, die sie in Zusammenarbeit mit anderen Forschern von 2006 bis 2017 in fünf Bänden veröffentlichte.

## Schriften (Auswahl)
- Epiktet: Vom Kynismus (= Philosophia Antiqua. 34). Herausgegeben und übersetzt mit einem Kommentar von Margarethe Billerbeck. Brill, Leiden 1978, ISBN 90-04-05770-6.
- Der Kyniker Demetrius. Ein Beitrag zur Geschichte der frühkaiserzeitlichen Popularphilosophie (= Philosophia Antiqua. 36). Brill, Leiden 1979, ISBN 90-04-06032-4.
- Senecas Tragödien. Sprachliche und stilistische Untersuchungen (= Mnemosyne. Supplement. 105). Brill, Leiden u. a. 1988, ISBN 90-04-08631-5.
- Seneca: Hercules furens. Einleitung, Text, Übersetzung und Kommentar (= Mnemosyne. Supplement. 187). Brill, Leiden u. a. 1999, ISBN 90-04-11245-6.
- mit Christian Zubler: Das Lob der Fliege von Lukian bis L. B. Alberti. Gattungsgeschichte, Texte, Übersetzungen und Kommentar (= Sapheneia. 5). Lang, Bern u. a. 2000, ISBN 3-906765-24-5.
- mit Sophie Guex: Sénèque, Hercule furieux. Introduction, texte, traduction et commentaire (= Sapheneia. 7). Lang, Bern u. a. 2002, ISBN 3-906768-18-X.
- Stephani Byzantii Ethnica (= Corpus Fontium Historiae Byzantinae. 43, 1–5). Recensuit Germanice vertit adnotationibus indicibusque instruxit Margarethe Billerbeck. 5 Bände. de Gruyter, Berlin u. a. 2006–2017.
- mit Bruce Karl Braswell: The Grammarian Epaphroditus. Testimonia and Fragments. Edited and translated with Introduction, Notes, and Commentary (= Sapheneia. 13). Lang, Bern u. a. 2008, ISBN 978-3-03911-450-4.
- mit Mario Somazzi: Repertorium der Konjekturen in den Seneca-Tragödien (= Mnemosyne. Supplement. 316). Brill, Leiden u. a. 2009, ISBN 978-90-04-17734-5.
- Stephanos von Byzanz. Grammatiker und Lexikograph (= Supplementa Byzantina. Band 12). Walter de Gruyter, Berlin/Boston 2021, ISBN 978-3-11-072685-5.
- Patria von Konstantinopel.Text, Übersetzung und Kommentar (= Opuscula. Band 11). Kartoffeldruck-Verlag, Speyer 2023, ISBN 978-3-939526-62-9.
- Dionysios von Byzanz, Anaplus Bospori. Die Fahrt auf dem Bosporos. Einleitung, Text, Übersetzung und Kommentar (= Schweizerische Beiträge zur Altertumswissenschaft. Band 59). Schwabe Verlag, Basel 2023, ISBN 978-3-7965-4846-8.

Herausgeberschaft
- Die Kyniker in der modernen Forschung. Aufsätze mit Einführung und Bibliographie (= Bochumer Studien zur Philosophie. 15). Grüner, Amsterdam 1991, ISBN 90-6032-316-5.
- mit Jacques Schamp: Kainotomia. Die Erneuerung der griechischen Tradition. Universitätsverlag, Freiburg (Schweiz) 1996, ISBN 3-7278-1090-4.